# Stanton County (Kansas)
Stanton County je okres ve státě Kansas v USA. K roku 2010 zde žilo 2 235 obyvatel. Správním městem okresu je Johnson City. Celková rozloha okresu činí 1 761 km².